# Суд времени
«Суд времени» — телевизионное шоу в стиле судебного телезаседания. Выходило на Пятом канале с 19 июля по 30 декабря 2010 года (по будням в 21:00; с 11 января 2011 года — в 22:30). Съёмки проходили в павильоне киностудии им. Горького в Москве (ранее в той же студии проходили съёмки программы «Свобода мысли»).
В начале 2011 года Пятый канал объявил о решении закрыть программу. 11 августа 2011 года программа с новым названием «Исторический процесс» возобновилась на канале «Россия-1».

## Ведущие и участники телепередачи
На каждом заседании эксперты рассматривали какое-либо историческое событие (личность), повлиявшее на современную Россию.
Фактически в программе было трое ведущих:
- Николай Сванидзе — в передаче выступал в роли «независимого» судьи и арбитра в обсуждении (два раза его заменяла Ника Стрижак).
- Леонид Млечин — писатель, в зависимости от вопроса выступавший в роли то адвоката, то обвинителя.
- Сергей Кургинян — политолог и писатель, в зависимости от вопроса также выступавший в роли то адвоката, то обвинителя.

После возобновления место Леонида Млечина занял Николай Сванидзе.
В роли свидетелей (экспертов) выступали Александр Руцкой, Леонид Кравчук, Станислав Шушкевич, Аскар Акаев, Николай Рыжков, Евгений Ясин, Ирина Хакамада, Рой Медведев, Павел Лунгин, Лев Дуров, Леонид Ивашов, Степан Микоян, Михаил Хазин, Алексей Исаев, Ксения Мяло и другие известные личности. В передаче также принимали участие телезрители — путём голосования.

## Темы слушаний
| Стенограммы | Слушанье                                                                                              | Видео         |
| ----------- | --- | ------------- |
| 1           | «Беловежское соглашение: катастрофа или меньшее из зол?»                                              | 1, 2, 3       |
| 2           | «Роль Цезаря: губитель республики или спаситель государства?»                                         | 1, 2          |
| 3           | «Егор Гайдар: созидатель или разрушитель?»                                                            | 1, 2, 3       |
| 4           | «Коллективизация: преступная авантюра или страшная необходимость?»                                    | 1, 2          |
| 5           | «События октября 1993 года: выход из тупика или крах демократического проекта России?»                | части 1 и 2   |
| 6           | «Николай II — достойный правитель или лидер, приведший к краху?»                                      | 1, 2, 3       |
| 7           | «Присоединение Прибалтики к СССР — проигрыш или выигрыш?»                                             | 1, 2          |
| 8           | «Михаил Тухачевский — несостоявшийся Бонапарт или рядовая жертва сталинского террора?»                | 1, 2, 3       |
| 9           | «Большевики: спасители или губители России?»                                                          | 1, 2, 3       |
| 10          | «Ввод войск в Афганистан — авантюра партократов или геополитическая необходимость?»                   | 1, 2          |
| 11          | «ГКЧП — путч или попытка избежать распада страны?»                                                    | 1, 2, 3       |
| 12          | «Антиалкогольная кампания Горбачева: забота о здоровье нации или политическая ошибка?»                | 1, 2          |
| 13          | «Пакт Молотова — Риббентропа: путь к началу Второй мировой войны или необходимая передышка для СССР?» | 1, 2, 3       |
| 14          | «Реформы Петра I: прорыв в будущее или путь в тупик?»                                                 | 1, 2          |
| 15          | «Холодная война: неизбежность или курс, имевший альтернативу?»                                        | 1, 2, 3       |
| 16          | «Бен Ладен: террорист № 1 или пешка в большой игре?»                                                  | 1, 2          |
| 17          | «Эпоха Брежнева: агония советского режима или время упущенных возможностей?»                          | 1, 2, 3       |
| 18          | «Внешняя политика Александра Невского: губительна или спасительна для Руси?»                          | 1, 2          |
| 19          | «Политика Хрущева: попытка спасения или мина замедленного действия?»                                  | 1, 2, 3       |
| 20          | «Мировой финансовый кризис (2008—2009): сбой системы или преддверие катастрофы?»                      | 1, 2          |
| 21          | «Андропов: завинчивание гаек или политика с двойным дном?»                                            | 1, 2, 3       |
| 22          | «Объединение Германии: необходимость или политическое предательство?»                                 | 1, 2          |
| 23          | «Лев Троцкий: упущенный шанс русской революции или худший из возможных сценариев?»                    | 1, 2, 3       |
| 24          | «Суд над „Судом времени“»                                                                             | 1, 2          |
| 25          | «Иван Грозный: кровавый тиран или выдающийся политический деятель?»                                   | 1, 2, 3       |
| 26          | «Советско-финская война: неудавшаяся экспансия или стратегическая необходимость?»                     | 1, 2          |
| 27          | «Бомбардировки Югославии: попытка миротворческой операции или неоправданная агрессия?»                | 1, 2          |
| 28          | «1941 год: сталинская система провалилась или выстояла?»                                              | 1, 2, 3       |
| 29          | «Перестройка: выход из тупика или катастрофа?»                                                        | 1, 2, 3       |
| 30          | «Саддам Хусейн — угроза миру или жертва американской агрессии?»                                       | 1, 2          |
| 31          | «Советский человек: идеологический миф или историческое достижение?»                                  | 1, 2, 3       |
| 32          | «Индустриализация: неоправданный надрыв или спасительный прыжок в будущее?»                           | 1, 2, 3       |
| 33          | «Распутин: жертва мифотворчества или разрушитель монархии?»                                           | 1, 2, 3       |
| 34          | «Украина и Россия: врозь или вместе?»                                                                 | 1, 2, 3       |
| 35          | «Стахановское движение: советская „кампанейщина“ или подлинный трудовой подъём?»                      | 1, 2          |
| 36          | «Послевоенная мобилизация: ошибка или неизбежность?»                                                  | 1, 2, 3, 4, 5 |
| 37          | «Учредительное собрание: демократический шаг вперёд или гарантированный хаос?»                        | 1, 2          |
| 38          | «Плановая экономика: путь в тупик или эффективный механизм развития?»                                 | 1, 2, 3       |
| 39          | «Гласность: шаг к подлинной свободе или информационная война?»                                        | 1, 2, 3       |
| 40          | «Декабристы: политические честолюбцы или передовая российской элиты?»                                 | 1, 2          |
| 41          | «Глобализация: светлое будущее или капкан?»                                                           | 1, 2, 3       |
| 42          | «Фидель Кастро: политика против народа или во благо народа?»                                          | 1, 2          |
| 43          | «Брестский мир: беспринципность или неизбежная уступка?»                                              | 1, 2          |
| 44          | «ВПК: бездумная расточительность или жизненная необходимость?»                                        | 1, 2, 3       |
| 45          | «Китайский путь развития: переход к демократии или полноценная политическая модель?»                  | 1, 2, 3       |
| 46          | «Спецвыпуск передачи Суд времени»                                                                     | 1, 2          |

## Общественный резонанс
Программа вызывала неоднозначные оценки критиков и телеаудитории, в то же время став довольно популярной. В голосовании активно принимали участие люди самых разных возрастов и взглядов, социального положения и образования. Если при голосовании в студии нередко победу одерживала точка зрения Млечина, придерживающегося либерально-демократических ценностей, то при голосовании как в интернете, так и по телефону, всегда бесспорное преимущество (от 72 % до 97 %) отдавалось точке зрения Кургиняна, последовательно отстаивавшего просоветскую позицию. Специально приглашенные социологи подтверждали, что итоги голосования в программе нужно считать достоверными замерами.

Когда ваша точка зрения проигрывает в голосовании, вы что испытываете? 

Млечин: Чувство горечи. Это результат того, что сделали с людьми при помощи сознательной фальсификации истории. Она искалечила людей, не только лишила знаний о том, что было, но и отняла у них способность сопоставлять факты, думать, критически анализировать. Мне горестно, что так мало за последние годы сделано для того, чтобы эту ситуацию изменить. Я слежу за тем, что происходит в науке, и там в последние годы просто огромный прорыв. При этом существует большая пропасть между достижениями науки, историческими знаниями и общественным мнением, массовыми представлениями. Немыслимый разрыв! Хуже всего, когда у демагогов уже готов ответ, позиция телезрителей сформирована заранее, и они даже слушать ничего не хотят. Вот это мне бы хотелось изменить прежде всего.
Можно ли сказать, что вы апеллируете к советскому народу, который среди людей, населяющих нынешнюю Россию, составляет большинство?
Кургинян: Я отношусь к советскому наследию как к фактору будущего, считаю, что оно имеет огромную историческую ценность. Ведь там намечалось что-то безумно важное для человечества и что до сих пор не потеряло актуальность. Наша страна, не вернувшись правильным образом к своему советскому опыту, не сдвинется ни на шаг, а будет катиться вниз. Я всегда об этом говорил начиная еще со времен перестройки, когда был в абсолютном меньшинстве. Но сейчас меня поддерживает большинство, а мои противники, вместо того чтобы с этим считаться, наоборот, еще истеричнее все отрицают. «Демократы» огромную часть общества называют ублюдками, разговаривают с ними на языке апартеида.

## Итоги голосования по темам[8]
| Тема                                 | Варианты ответов                                                    | Итоги голосования телеаудитории (в %) | Итоги голосования в Интернете (в %) | Итоги голосования в студии (в %) | Абсолютное число голосов по телефону[*] |
| Беловежское соглашение               | Катастрофа / Меньшее из зол                                         | 91 / 9                                | 89 / 11                             | 52 / 48                          | 67731 = 3 дня                           |
| Роль Цезаря                          | Спаситель государства / Губитель республики                         | 88 / 12                               | 70 / 30                             | 84 / 16                          | 5318 = 2 дня                            |
| Егор Гайдар                          | Разрушитель / Созидатель                                            | 86 / 14                               | 75 / 25                             | 61 / 39                          | 69085 = 3 дня                           |
| Коллективизация                      | Страшная необходимость / Преступная авантюра                        | 78 / 22                               | 71 / 29                             | 36 / 64                          | 30625 = 2 дня                           |
| События октября 1993 года            | Крах демократического проекта России / Выход из тупика              | 93 / 7                                | 82 / 18                             | 67 / 33                          | 36086 = 2 дня                           |
| Николай II                           | Лидер, приведший к краху / Достойный правитель                      | 78 / 22                               | 79 / 21                             | 34 / 66                          | 31934 = 3 дня                           |
| Присоединение Прибалтики к СССР      | Выигрыш / Проигрыш                                                  | 83 / 17                               | 89 / 11                             | 37 / 63                          | 19518 = 2 дня                           |
| Михаил Тухачевский                   | Несостоявшийся Бонапарт / Рядовая жертва сталинского террора        | 75 / 25                               | 73 / 27                             | 28 / 72                          | 25579 = 3 дня                           |
| Большевики                           | Спасли / погубили Россию                                            | 72 /28                                | 88 / 12                             | 29 / 71                          | 95114 = 3 дня                           |
| Ввод советских войск в Афганистан    | Геополитическая необходимость / Авантюра партократов                | 87 / 13                               | 90 / 10                             | 35 / 65                          | 33299 = 2 дня                           |
| ГКЧП                                 | Попытка избежать распада страны / Путч                              | 93 / 7                                | 89 / 11                             | 43 / 57                          | 71267 = 3 дня                           |
| Антиалкогольная кампания Горбачева   | Политическая ошибка / Забота о здоровье нации                       | 86 /14                                | 81 / 19                             | 63 / 37                          | 10328 = 2 дня                           |
| Пакт Молотова — Риббентропа          | Необходимая передышка для СССР / Путь к началу Второй мировой войны | 91 / 9                                | 86 / 14                             | 44 / 56                          | 33625 = 3 дня                           |
| Реформы Петра                        | Прорыв в будущее / Путь в тупик                                     | 80 / 20                               | 80 / 20                             | 78 / 22                          | 16585 = 2 дня                           |
| Холодная война                       | Курс, имевший альтернативу / Неизбежность                           | 86 / 14                               | 73 / 27                             | 44 / 56                          | 25013 = 3 дня                           |
| Бен Ладен                            | Пешка в большой игре / Террорист № 1                                | 85 / 15                               | 93 / 7                              | 43 / 57                          | 17975 = 2 дня                           |
| Эпоха Брежнева                       | Время упущенных возможностей / Агония советского режима             | 91 / 9                                | 92 / 8                              | 60 / 40                          | 43726 = 3 дня                           |
| Внешняя политика Александра Невского | Спасительна / Губительна                                            | 89 / 11                               | 72 / 28                             | 86 / 14                          | 19540 = 2 дня                           |
| Политика Хрущева                     | Мина замедленного действия / Спасительные меры                      | 89 / 11                               | 85 / 15                             | 47 / 53                          | 31844 = 3 дня                           |
| Мировой финансовый кризис            | Преддверие катастрофы / Сбой системы                                | 90 / 10                               | 89 / 11                             | 37 / 63                          | 22123 = 2 дня                           |
| Андропов                             | Политика с двойным дном / завинчивание гаек                         | 91 / 9                                | 75 / 25                             | 44 / 56                          | 23598 = 3 дня                           |
| Объединение Германии                 | Предательство / необходимость                                       | 91 / 9                                | 81 / 19                             | 30 / 70                          | 16471 = 2 дня                           |
| Троцкий                              | Худший из сценариев / упущенный шанс                                | 80 / 20                               | 86 / 14                             | 31 / 69                          | 27691 = 3 дня                           |
| Иван Грозный                         | Выдающийся политический деятель / Кровавый тиран                    | 87 / 13                               | 79 / 21                             | 27 / 73                          | 41695 = 3 дня                           |
| Советско-финская война               | Стратегическая необходимость / неудавшаяся экспансия                | 90 / 10                               | 85 / 15                             | 56 / 44                          | 32587 = 2 дня                           |
| Бомбардировки Югославии              | Неоправданная агрессия / попытка миротворческой операции            | 97 / 3                                | 94 / 6                              | 83 / 17                          | 35147 (878) = 2 дня                     |
| 1941 год: сталинская система         | выстояла / провалилась                                              | 89 / 11                               | 89 / 11                             | 54 / 46                          | 78787 (8388) = 3 дня                    |
| Перестройка                          | катастрофа / выход из тупика                                        | 93 / 7                                | 86 / 14                             | 46 / 54                          | 93035 (10505) = 3 дня                   |
| Саддам Хусейн                        | жертва американской агрессии / угроза миру                          | 94 / 6                                | 88 / 12                             | 62 /38                           | 40739 (4644) = 2 дня                    |
| Советский человек                    | историческое достижение / идеологический миф                        | 94 / 6                                | 76 / 24[**]                         | 53 / 47                          | 84966 (11312) = 3 дня                   |
| Индустриализация                     | Спасительный прыжок в будущее / неоправданный надрыв                | 92 / 8                                | 91 / 9                              | 42 / 58                          | 85562 (12259) = 3 дня                   |
| Распутин                             | Разрушитель монархии / жертва мифотворчества                        | 89 / 11                               | 75 / 25                             | 38 / 62                          | 38217 (5676) = 3 дня                    |
| Украина и Россия                     | Вместе / врозь                                                      | 94 / 6                                | 90 / 10                             | 70 / 30                          | 55177 (8676) = 3 дня                    |
| Стахановское движение                | Подлинный трудовой подъём / советская \"кампанейщина\"              | 91 / 9                                | 86 / 14                             | 51 / 49                          | 52971 (6632) = 2 дня                    |
| Послевоенная мобилизация             | Неизбежность / ошибка                                               | 94 / 6                                | 93 / 7                              | 41 / 59                          | 128037 (19711) = 5 дней                 |
| Учредительное собрание               | Гарантированный хаос / демократический шаг вперёд                   | 90 / 10                               | 85 / 15                             | 45 / 55                          | 43149 (6518) = 2 дня                    |
| Плановая экономика                   | Эффективный механизм развития / путь в тупик                        | 96 / 4                                | 91 / 9                              | 69 / 31                          | 84494 (12393) = 3 дня                   |
| Гласность                            | Информационная война / шаг к подлинной свободе                      | 94 / 6                                | 90 / 10                             | 40 / 60                          | 100335 (16789) = 3 дня                  |
| Декабристы                           | Передовая часть российской элиты / политические честолюбцы          | 93 / 7                                | 77 / 23                             | 64 / 36                          | 41072 (6136) = 2 дня                    |
| Глобализация                         | Капкан / светлое будущее                                            | 94 / 6                                | 92 / 8                              | 46 / 54                          |                                         |
| Фидель Кастро                        | Политика во благо народа / против народа                            | 94 / 6                                | 92 / 8                              | 61 / 39                          |                                         |
| Брестский мир                        | Вынужденная уступка / беспринципность                               | 92 / 8                                | 88 / 12                             | 60 / 40                          |                                         |
| Советский ВПК                        | Жизненная необходимость / бездумная расточительность                | 94 / 6                                | 91 / 9                              | 47 / 53                          |                                         |
| Китайский путь развития              | Полноценная политическая модель / переход к демократии              | 94 / 6                                | 93 / 7                              | 60 / 40                          |                                         |